# HU Весов
HU Весов (лат. HU Librae), HD 130773 — одиночная переменная звезда в созвездии Весов на расстоянии приблизительно 2244 световых лет (около 688 парсеков) от Солнца. Видимая звёздная величина звезды — от +8,96m до +8,71m.

## Характеристики
HU Весов — красный гигант, пульсирующая полуправильная переменная звезда типа SRD (SRD) спектрального класса M2III. Эффективная температура — около 3800 К.